# Adam Hughes
Adam Hughes  (5 de maig de 1967) és un artista i il·lustrador de còmics nord-americà que ha realitzat treballs d'il·lustració per a companyies com DC Comics, Marvel Comics, Dark Horse Comics, Lucasfilm, Warner Bros. Pictures, Playboy, Joss Whedon's Mutant Enemy Productions i Sideshow Collectibles.
És conegut per les seves representacions de personatges femenins amb estil pin-up, i el seu treballs en portades de títols com Wonder Woman i Catwoman. És conegut com un dels artistes de primera línia de còmics, i un dels artistes per a portades de còmics més coneguts i distintius.

## Influències, enfocament i materials
Les influències artístiques de Hughes inclouen artistes com Dave Stevens, Steve Rude, Mike Mignola i Kevin Nowlan, il·lustradors americans clàssics com Norman Rockwell, Maxfield Parrish, Drew Struzan i Dean Cornwell, i artistes notables com Alberto Vargas i George Petty. Hughes també col·lecciona obres d'Alfons Mucha.
Hughes varia el seu estil entre projectes, de vegades exhibint un dibuix més simple, i en altres ocasions emprant referències per aconseguir obres fotorealístiques, com en els seus treballs per a la revista Playboy.

## Premis i reconeixement
- Premi Eisner 2003 al "Millor artista de portada (Best Cover Artist)".[7]
- Premi Inkpot 2007.[8]
- Des del febrer de 2008, Hughes és ambaixador dels Premis Inkwell.[9]